# Пищулина, Надежда Владимировна
Наде́жда Влади́мировна Пищу́лина (Ря́хова) (23 января 1983, Ташкент) — российская гребчиха-байдарочница, выступала за сборную России во второй половине 2000-х годов. Обладательница серебряной медали чемпионата Европы, многократная призёрка этапов Кубка мира, победительница национальных и молодёжных регат. На соревнованиях представляла Омскую область, мастер спорта международного класса.

## Биография
Надежда Пищулина родилась 23 февраля 1983 года в Ташкенте, Узбекская ССР. Активно заниматься греблей на байдарке начала в раннем детстве, проходила подготовку на местной гребной базе, затем в 2005 году вместе с будущим мужем Антоном Ряховым переехала в Омск. Тренировалась в омском государственном училище олимпийского резерва под руководством заслуженного тренера России Александра Шишкина. В это время уже выиграла золотую и бронзовую медали на этапах Кубка мира, стала чемпионкой Европы среди юниоров.
В 2006 году завоевала золото на всероссийском первенстве, после чего побывала на молодёжном европейском первенстве в Афинах, где одержала победу в заездах четвёрок на дистанции 500 метров. Кроме того, на различных этапах мирового кубка поднималась на третью, вторую и первую ступени пьедестала. 
На взрослом международном уровне впервые заявила о себе в сезоне 2008 года, когда в очередной раз попала в основной состав российской национальной сборной и благодаря череде удачных выступлений удостоилась права защищать честь страны на чемпионате Европы в Милане. В четырёхместном экипаже, куда также вошли байдарочницы Александра Томникова, Надежда Петрова и Наталия Лобова выиграла серебряную медаль в зачёте 200 метров, уступив лидерство лишь команде Венгрии.
Впоследствии оставалась действующей спортсменкой вплоть до 2011 года, выигрывала медали на всероссийских первенствах, принимала участие в крупнейших международных регатах. После завершения карьеры профессиональной спортсменки занялась воспитанием двух дочерей — Златы и Ярославы. За выдающиеся спортивные достижения удостоена почётного звания «Мастер спорта России международного класса».